# Jean-Louis Prat
Jean-Louis Prat, né le 24 décembre 1940 à Issoire, est un commissaire d'exposition qui fut directeur de la Fondation Maeght de 1969 à 2004. Il est depuis 2005 commissaire d'exposition indépendant.

## Biographie
Né à Issoire le 24 décembre 1940, Jean-Louis Prat a pour père Roger Prat, chef de la Résistance à Issoire, puis maire de Pont-du-Château.
Abandonnant des études de Pharmacie, il s'installe à Paris en 1965 et s'inscrit à l’École du Louvre. Il débute en tant que commissaire-priseur chez Maurice Rheims. En 1969, Aimé Maeght le nomme directeur artistique de la Fondation Maeght. Jouissant d'une « liberté totale », il organisa pendant 35 ans un grand nombre d'expositions. Saluées dans le monde entier, ces expositions contribuèrent au rayonnement international de la Fondation Maeght. Prat est également l'initiateur de la bibliothèque de la Fondation Maeght qui comporte plus de 20 000 ouvrages.
En 2004, il quitte la direction de la Fondation Maeght à la suite de « divergences de goût » avec les héritiers Maeght. Dans l'Express Paola Genone rappelle que, bien qu'étant une figure majeure de la Fondation Maeght et du monde artistique en général, Prat n'est jamais cité « ni comme créateur de la bibliothèque ni dans le livre sur l'histoire de la Fondation Maeght ».
Depuis 2005, Jean-Louis Prat est commissaire d'exposition indépendant. En 2010, il a organisé Nicolas de Staël, 1945-1955 à la Fondation Gianadda en Suisse (18 juin – 21 novembre 2010) et  Miró. Les couleurs de la poésie au Museum Frieder Burda à Baden-Baden en Allemagne (2 juillet - 14 novembre 2010). Il organisa également la Rétrospective Miro  au Grand Palais à Paris (3 octobre 2018 - 4 février 2019).
À partir de 2018, il assure les commissariats du Doyenné, espace d'art moderne et contemporain à Brioude.

## Commissariat d'expositions

### Autres institutions
- Fondation Pierre Gianadda, à Martigny en Suisse : expositions  Pierre Bonnard, 1999, Nicolas de Staël, 1945-1955 (18 juin – 21 novembre 2010), ou Van Gogh, Picasso, Kandinsky...Collection Merzbacher - le mythe de la couleur  (29 juin au 25 novembre 2012), Picasso L'Œuvre ultime, 2016.
- Museum Frieder Burda à Baden-Baden en Allemagne, exposition Miró. Les couleurs de la poésie au (2 juillet - 14 novembre 2010)
- FRAC Auvergne, Clermont-Ferrand : Un corps inattendu, Carte blanche à Jean-Louis Prat (2 avril - 26 juin 2011).
- Musée Thyssen-Bornemisza  de Madrid : rétrospective Chagall (2012).
- Château de Chambord, rétrospective Rebeyrolle (12 juin - 23 septembre 2012)
- Espace Rebeyrolle : exposition Ernest Pignon-Ernest (22 juin - 30 novembre 2014
- Albertina de Vienne, rétrospective Joan Miro - Entre terre et ciel  (12 septembre 2014 au 11 janvier 2015)
- Forum Grimaldi à Monaco :1905-1930, De Chagall à Malévitch, la révolution des avant-gardes (  2015, à partir du 12 juillet)
- Espace d'art moderne et contemporain Le Doyenné à Brioude (Haute-Loire). Exposition Chagall - Du coq à l’âne  22 Juillet - 7 octobre 2018
- Espace d'art moderne et contemporain Le Doyenné à Brioude (Haute-Loire). Exposition Miró -  Les chemins de la poésie. 22 Juin - 6 octobre 2019
- Espace d'art moderne et contemporain Le Doyenné à Brioude (Haute-Loire). Nicolas de Staël : Ruptures et tradition. 26 juin - 11 octobre 2020
- Espace d'art moderne et contemporain Le Doyenné à Brioude (Haute-Loire). Picasso : l’œuvre ultime, hommage à Jacqueline. 26 juin - 16 octobre 2022[6]
- Lieu de Mémoire au Chambon-sur-Lignon (Haute-Loire). Marc Chagall : d'une rive à l'autre. 16 juin - 2 octobre
- Espace d'art moderne et contemporain Le Doyenné à Brioude (Haute-Loire). Ernest Pignon-Ernest : L'écho du monde. 1er juillet - 15 octobre 2023
- Espace d'art moderne et contemporain Le Doyenné à Brioude (Haute-Loire). Hans Hartung : Une liberté salutaire. 5 juillet - 13 octobre 2024
- Espace d'art moderne et contemporain Le Doyenné à Brioude (Haute-Loire). Jean Dubuffet : Le défi au quotidien. 28 juin - 2 novembre 2025[7]

## Décoration
- Officier de la Légion d'honneur (1er janvier 2022)[8]